# Медаль «За доблесть» (Минюст России)
Медаль «За доблесть» — ведомственная медаль Министерства юстиции Российской Федерации, учреждённая приказом Министерства юстиции Российской Федерации № 80 от 7 марта 2000 года. Упразднена Приказом Минюста РФ от 16 октября 2007 г. № 201 «О внесении изменений в приказ Министерства юстиции Российской Федерации от 29 апреля 2002 г. № 120»

## Правила награждения
Согласно Положению медалью «За доблесть» награждались:
- персонал уголовно-исполнительной системы Министерства юстиции Российской Федерации;
- другие граждане Российской Федерации.

Медаль «За доблесть» двух видов: серебряная и бронзовая.
Награждение серебряной медалью «За доблесть» производилось:
- за непосредственное участие в антитеррористических операциях по восстановлению конституционного строя и законных прав граждан на территории Российской Федерации;
- за активную помощь учреждениям и органам уголовно-исполнительной системы в проведении антитеррористических операций по восстановлению конституционного строя и законных прав граждан на территории Российской Федерации.

Награждение бронзовой медалью «За доблесть» производилось:
- за непосредственное участие в специальных мероприятиях по борьбе с преступностью, укреплению правопорядка, освобождению заложников, розыску и задержанию опасных преступников;
- за активную помощь учреждениям и органам уголовно-исполнительной системы в проведении специальных мероприятий по борьбе с преступностью, укреплению правопорядка, освобождению заложников, розыску и задержанию опасных преступников.

Повторное награждение серебряной и бронзовой медалями «За доблесть» не производилось.

## Правила ношения
Серебряная медаль «За доблесть» носится на левой стороне груди после медали Анатолия Кони. Бронзовая медаль «За доблесть» носится на левой стороне груди и располагается после серебряной медали «За доблесть».

## Описание медали
Серебряная медаль изготавливалась из оксидированного посеребренного нейзильбера, бронзовая — из оксидированного томпака. Медаль имеет форму правильного круга диаметром 32 мм, окаймлённого с двух сторон сплошным лавровым венком, перевитым вверху лентой. На лицевой стороне медали, в центре, помещён равноконечный крест с расширяющимися концами. Между концами креста — два перекрещенных меча остриями вверх. На центральную часть креста наложен круглый медальон. В центре медальона — «столп Закона». На оборотной стороне медали, в центре, надпись «За доблесть». В нижней части — порядковый номер. Все изображения и надписи на медали выпуклые.
Медаль при помощи ушка и кольца соединяется с пятиугольной колодкой, обтянутой красной шёлковой муаровой лентой шириной 24 мм с жёлтыми полосками по краям ленты шириной 1,5 мм каждая, отстоящими от края ленты на 1 мм. Посередине ленты полоска шириной 7 мм: для серебряной медали — серого цвета, для бронзовой медали — оранжевого цвета. Колодка с медалью при помощи булавки крепится к одежде.